# 인피니티 스톤
인피니티 스톤은 마블 시네마틱 유니버스에 등장하는 물건이다. 인피니티 스톤은 마블 시네마틱 유니버스를 하나로 연결 시켜주는 매개체 역할을 함으로써 스토리를 진행하는데 있어서 중요하다. 하나, 타노스가 그 인피니티 스톤을 파괴시켜서 히어로들이 시간여행을 하는 계기가 된다.
코믹스에서는
태초에 네메시스라는 전지전능한 신이 외로움에 악마를 만들지만 사악함에 노해 자기를 터트리게되는데 이것이 빅뱅이다. 그 뒤 네메시스의 힘이 6개의 스톤으로 나뉜다.

## 기원
"창조 이전에 6개의 특이점이 존재했다. 그 후 우주가 폭발해 존재하게 되었고, 그 잔재들이 응축된 덩어리로 만들어졌다. 그것이 인피니티 스톤이지." - 가디언즈 오브 갤럭시, 콜렉터의 설명중
토르: 다크 월드에서 처음으로 인피니티 스톤이 언급되었고, 가디언즈 오브 갤럭시 의하면 우주적 존재인 이터니티, 엔트로피, 인피니티, 데스에 의해 만들어졌다고 한다. 그 후 인피니티 스톤은 여러 문명을 거쳐 변형되었고, 지금의 형태에 이르게 되었다. 하지만 타노스가 인피니티 스톤을 전부 원자의 형태로 분해시킨다.

## 등장

### 테서랙트 (Space Stone)
공간을 관장하는 스톤. 캡틴 아메리카: 퍼스트 어벤저에서 독일의 하이드라의 수장이였던 요한 슈미트가 레드 스컬이라는 악당으로 변하게 된다. 영화 후반부에 캡틴 아메리카와 레드 스컬이 싸우는 와중에 레드스컬이 테서랙트를 만지게 되는데 그 순간 다른 시공간으로 빨려들어가게 되고, 캡틴 아메리카도 비행선과 함께 빙하에 파묻힌다. 테서랙트는 이후 《어벤져스》에서 다시 등장하게 되는데 로키가 치타우리족을 이끌고 지구를 침공해왔을 당시 힘의 원천이 되었던 것이 바로 테서랙트로 포탈을 열어 치타우리족을 뉴욕으로 들여보내 뉴욕을 쑥대밭으로 만들어 버린다. 어벤져스가 이를 물리치고 토르가 로키와 함께 테서랙트를 아스가르드로 가져가게 된다. 그리고《토르:라그나로크》에서 테서랙트는 로키가 수르트를 부활시키기 직전 그걸 가지고 아스가르드를 떠나서《어벤져스:인피니티 워》때 타노스 에게 죽임을 당해 테서랙트를 빼앗기게된다. 그리고 캡틴마블의 힘이 테서랙트의 에너지를 그대로 받아 생긴 힘인걸로 증명됐다.

### 에테르 (Reality Stone)
현실을 관장하는 스톤. 에테르는 다른 인피니티 스톤과 달리 붉은 액체 형태를 띠고 있다. 토르: 다크 월드에서 다크엘프의 지도자였던 말레키스가 에테르를 이용하여 빛을 어둠으로 바꿔버리자, 아스가르드의 왕이였던 '오딘'의 아버지인 '보어'가 이를 빼앗아 봉인해버렸다. 이후 지구의 물리학자인 제인 포스터가 연구를 하던 중에 에테르를 흡수하게 되었고, 다시 토르에 의해 아스가르드로 옮겨진다.
시프와 볼스타그가 콜렉터에게 이미 아스가르드에는 테서렉트가 있기 때문에 다른 인피니티 스톤인 에테르를 같이 보관할 수 없다고 말하면서 콜렉터에게 이를 맡겨달라고 부탁하고, 콜렉터는 이를 수락한다. 아스가르드인들이 돌아가고 콜렉터가 "하나는 됐고, 이제 5개 남았군"이라는 대사를 통해 마블 시네마틱 유니버스에서 인피니티 스톤은 총 6개임이 드러났다. 현재 콜렉터가 망연자실한 장면이 나온 후로 리얼리티 스톤은《어벤져스:인피니티 워》때 타노스에게 넘어가게 된다.

### 오브 (Power Stone)
힘을 관장하는 스톤.《가디언즈 오브 갤럭시》에서 콜렉터의 설명중에서는 파워스톤은 6개의 스톤중 가장 강력하며 셀레스티얼이라는 종족들이 이것을 이용해 한 행성을 완전히 파괴할 수 있었다고 한다. 또한 오브를 얻은 로난이 그 속에 있는게 파워스톤이란걸 알게되어 타노스를 배신하고 자신의 코스미 로드에 파워스톤을 박아서 노바콥스라는 군대를 거의 전멸 시키고, 잔다르 행성도 공격했다. 스타로드를 비롯한 가디언즈 오브 갤럭시 팀이 로난을 파워스톤으로 죽이고 노바 군단에게 오브를 맡겼다. 허나, 노바 군단이 타노스에게 패배해 결국 파워 스톤을 뺏기게 된다.

### 치타우리 셉터 (Mind Stone)
정신을 관장하는 스톤. 로키의 치타우리 셉터에 마인드 스톤이 있다.《어벤져스》에서 로키가 자신의 창으로 호크아이를 세뇌시킨 후 조종하여 치타우리 종족이 지구를 침범할 수 있었다. 그리고 치타우리 셉터를 통해서 완다 막시모프와 피에트로 막시모프는 염력을 비롯한 초능력을 얻게 되었고《어벤져스: 에이지 오브 울트론》에서 토니 스타크와 브루스 배너의 노력으로 아이언맨의 인공지능인 자비스,울트론,마인드 스톤의 힘이 합쳐져 비전이라는 캐릭터가 생기게 되었다. 이 때부터 비전의 이마에 마인드 스톤이 박히게 되었다. 그런데《어벤져스: 인피니티 워》에서 타노스가 비전의 마인드 스톤을 뽑아 비전은 죽게되고 그때 타노스의 인피니티 건틀렛이 완성된다.

### 아가모토의 눈 (Time Stone)
시간을 관장하는 스톤. 아가모토의 눈은 영화 《닥터 스트레인지》에서 최초로 등장하게 된다. 타임스톤은 시간을 왜곡할 수 있어서 붕괴된 건물을 다시 복구할 수도 있고, 죽은 생명을 다시 살려낼 수도 있다. 그러나 시간이라는 자연의 섭리를 깨뜨리는 능력이기 때문에 닥터 스트레인지가 보관하기 이전에 보관해오던 에이션트 원은 타임스톤의 능력을 쓰는 것을 삼갔다. 닥터 스트레인지 역시 타임스톤의 위험성을 깨닫고 능력을 삼가게 된다. 그래서 닥터 스트레인지는 《어벤져스:인피니티 워》에서 타임 스톤을 사용하지 않았지만 토니 스타크를 살리기 위해 타노스에게 타임 스톤을 넘긴다. 《어벤져스:엔드게임》 에서는, 에인션트 원이 가지고 있다가, 헐크에게 넘긴다.

### 자신이 사랑하는 것 (Soul Stone)
영혼을 관장하는 스톤.《어벤져스: 인피니티 워》에서 보르미르에 소울 스톤이 있는 것으로 밝혀졌다. 소울스톤의 능력은 모든 것을 알게 되는 것이라고 한다.
그러나 소울 스톤을 얻으려면 자신의 소중한 것을 희생해야 한다. 이것 때문에 희생된 사람이 바로 나타샤와 가모라이다.